# كلية ستانمور
كلية ستانمور هي كلية للتعليم العالي تقع في حى هرو لندن. تأسست عام 1987 كواحدة من ثلاث كليات للتعليم العالي في المنطقة، وكانت تسمى في الأصل كلية إلم بارك. ثم في عام 1994 أعيدت تسميتها إلى اسمها الحالي لتسهيل التمثيل الوثيق للمجتمع المحلي في ستانمور.
حصلت الكلية على تصنيف "جيد" من قبل (ofsted) في 2017  وصنفها تقييمها الذاتي على أنها "متميزة" في عام 2020.
يجند طلابها محليًا وخارجيًا مثل برينت وبارنت وهارتفوردشير.
فى عام 2017، كان هناك 1800 متعلم، منهم ما يقرب من 1000 في برامج دراسية بدوام كامل من 16 إلى 18 عامًا.

## التاريخ
بدأت الكلية في عام 1969 باعتبارها كلية هارو جونيور، وبنيت في منطقة سكنية بين إلم بارك، وأولد تشيرش لين، وريدجواي. وكانت أول كلية تم بناؤها خصيصًا للتعليم ما قبل الجامعي. ثم أعيدت تسميتها إلى كلية ستانمور جونيور وبحلول عام 1974 أصبحت كلية ستانمور السادسة.
بعد إعادة هيكلة التعليم بعد سن 16 عامًا في عام 1987، استبدلت كلية ستانمور للتعليم السادس بكلية جديدة للتعليم عالٍ اسمها كلية إلم بارك. وكانت إحدى ثلاث جامعات أنشأت في هارو، والجامعتان الأخريان هما كلية جرين هيل وكلية ويلد (تم دمجهما لاحقًا إلى كلية هارو ). ثم أعيدت تسمية كلية إلم بارك إلى كلية ستانمور في 1 يناير 1994.
في يناير 2000، أصبح المعهد مقسمًا قانونيًا بين كلية ستانمور لتعليم المرحلة السادسة وكلية ستانمور للبالغين، على التوالي. ثم اندمجتا مرة أخرى في منظمة واحدة في عام 2007.  ووقتذاك، أطلقت الكلية على نفسها اسم "الكلية الصغيرة للمتفوقين الكبار". حيث بلغت نسبة النجاح في امتحان المستوى المتقدم 99.8%.
كانت كلية ستانمور واحدة من 16 كلية تم اختيارها في البلاد لتلقي التمويل عن طريق برنامج أطلقه بوريس جونسون، وذلك يعني أن الكلية ستتجدد.

### قائمة المديرين
- السيد جون داي (1967-1987)
- السيد جون ميتشل (1987–1989)
- السيد راسل وودرو (1989–2006) [9]
- السيدة جاكي ماس (2006–2016)
- السيدة ساربديب نونان (2016-2022)
- السيدة أنيت كاست (2022-)

## مقرر
تقدم كلية ستانمور مجموعة واسعة من الدورات الأكاديمية والمهنية، والتي تلبي احتياجات الطلاب من سن 16 إلى 18 عامًا والمتعلمين البالغين. تقدم الكلية برامج دراسية بدوام كامل مصممة لمساعدة الطلاب على التقدم في التعليم العالي أو العمل.

### التعليم في كلية ستانمور للأعمار من 16 إلى 18 عامًا
تتيح كلية ستانمور لخريجي المدارس مجموعة متنوعة من خيارات الدراسة، منهم:
- دبلومات BTEC (المستوى 1 إلى المستوى 3)
- مستويات T في إدارة الأعمال والمحاسبة والإنتاج الرقمي والصحة والتعليم ورعاية الأطفال
- دورات مهنية في إدارة الأعمال والعلوم وتكنولوجيا المعلومات والإعلام وغيرها
- إعادة امتحانات الشهادة العامة للتعليم الثانوي للطلاب الذين يحتاجون إلى تحسين درجاتهم

### دورات المستوى T - مؤهلات مُركّزة على الصناعة
كلية ستانمور هي إحدى الشركات الرائدة في توفير مستويات T، وهي مؤهلات تقنية مدتها عامان تم تطويرها بالتعاون مع أصحاب العمل لإعداد الطلاب للعمل في الصناعات الرئيسية. تجمع هذه الدورات بين التعليم النظرى والتدريب العملي الصناعى، وذلك يضمن للطلاب اكتساب خبرة واقعية بجانب دراستهم.
تقدم الكلية مستويات T في المجالات التالية:
- المحاسبة
- إدارة الأعمال
- التعليم الإبتدائى ورعاية الأطفال
- الهندسة
- خدمات دعم تكنولوجيا المعلومات والرقمية
- الرعاية الصحية والاجتماعية
- العلوم

توفر مستويات T بديلاً لمستويات A، وتوفر طريقًا مباشرًا إلى العمالة الماهرة أو الجامعة أو التعليم العالي التقنى.

### دورات تعليم الكبار والدورات المهنية
بالنسبة للدارسين البالغين، تقدم الكلية:
- دورات بدوام جزئي ومسائية لتطوير المهارات والتقدم الوظيفي
- الوصول إلى شهادات التعليم العالي (لأولئك الذين يتطلعون إلى دخول الجامعة دون مؤهلات تقليدية)
- اللغة الإنجليزية والرياضيات (المهارات الوظيفية وشهادة الثانوية العامة)
- ESOL (اللغة الإنجليزية للمتحدثين بلغات أخرى)
- تدريب المعلمين

توفر كلية ستانمور خيارات تعليمية مرنة لدعم المتعلمين الكبار في الحصول على مؤهلات جديدة، أو تغيير المهن، أو التقدم إلى التعليم العالي.

## المرافق والبناء الجديد
في سبتمبر 2024، بدأت كلية ستانمور مشروع إعادة تطوير شامل؛ بهدف تحديث مرافق الحرم الجامعي. تكلفة المشروع 60 مليون جنيه إسترليني، وبتمويل من برنامج تحسين التعليم الإضافي التابع لوزارة التعليم، الهدم التدريجي لستة مبانٍ قائمة - أوك، إلم، سبرس، روان، ويلو، ومبنى المرجل - وبناء خمسة كتل مترابطة، يصل ارتفاع كل منها إلى أربعة طوابق.
تم تصميم إعادة التطوير لتوفير الفصول الدراسية الحديثة والمناطق الترفيهية والمرافق الرياضية.
ينتهى البناء بحلول صيف عام 2027، مع بقاء الكلية قيد التشغيل طوال عملية البناء لضمان استمرارية التعليم.

## خريجون بارزون
- تايو كروز - موسيقي

## روابط خارجية
- الموقع الرسمي